# Phymatosorus lanceus
Phymatosorus lanceus là một loài thực vật có mạch trong họ Polypodiaceae. Loài này được (Ching & Chu H. Wang) S.G. Lu miêu tả khoa học đầu tiên năm 1999.